# Čijoda (Tokio)

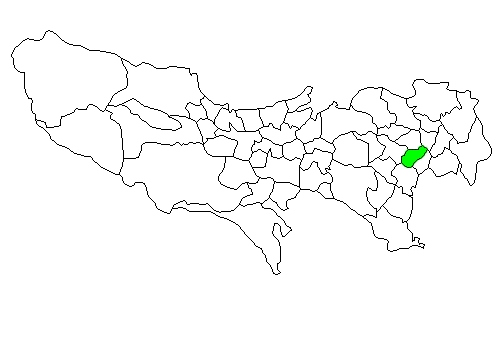
Poloha Čijody na ostrově

Čijoda (jap. 千代田区 Čijoda-ku) je zvláštní obvod v centru Tokia. Rozloha je 11,64 km², v obvodě žije přibližně 67 tisíc obyvatel.

## Geografie

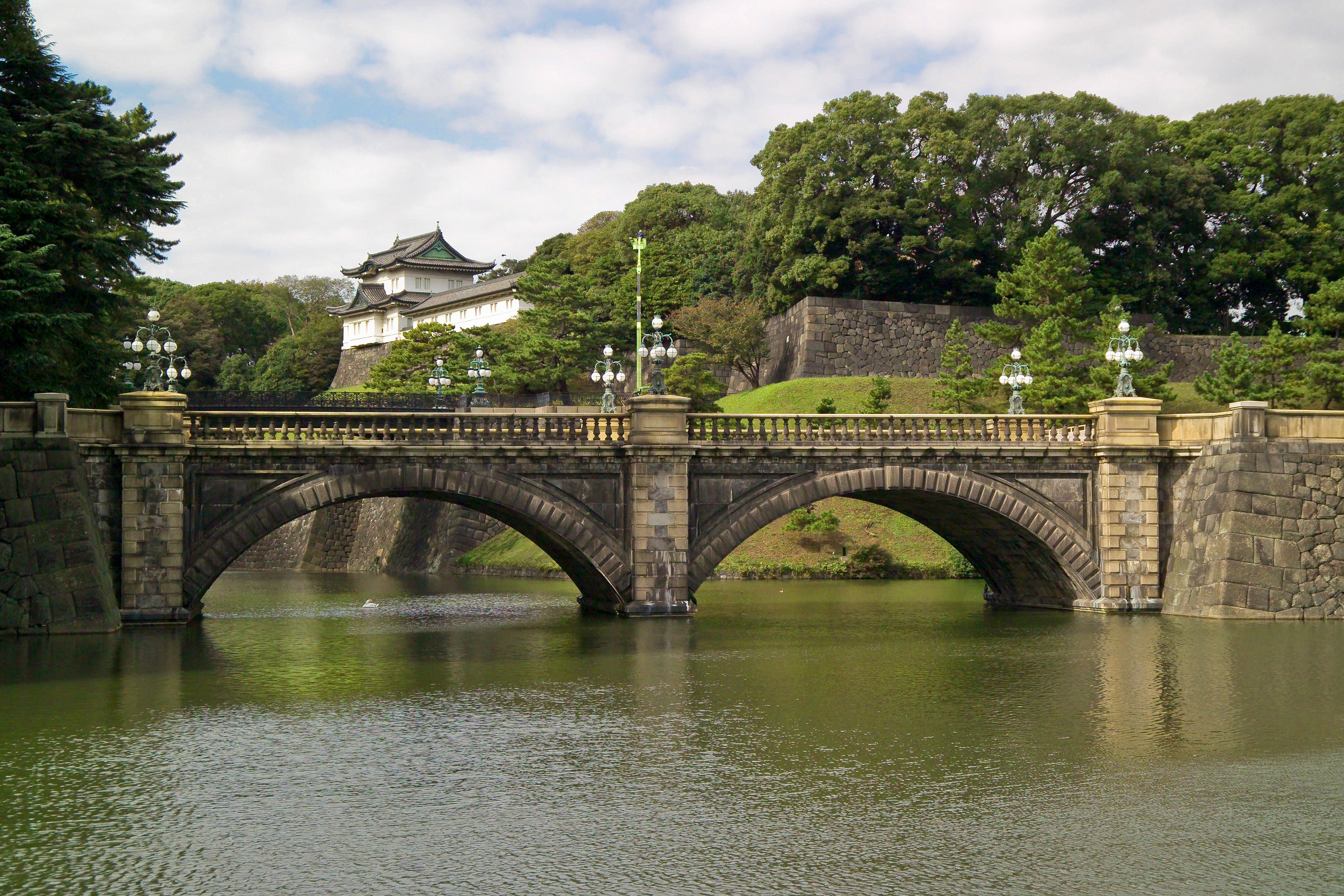
Císařský palác

Čijoda se nachází na východním pobřeží Tokia v jeho srdci. Uprostřed městské čtvrti se nachází císařský palác. Východní část tvoří tokijské vlakové nádraží a na západní a severní části jsou obytné domy. Na jihu je park Hibija a budova národního shromáždění.

## Historie
Městská čtvrť vznikla 15. března 1947 sjednocením čtvrtí Kanda a Kódžimači.

## Politika a vláda

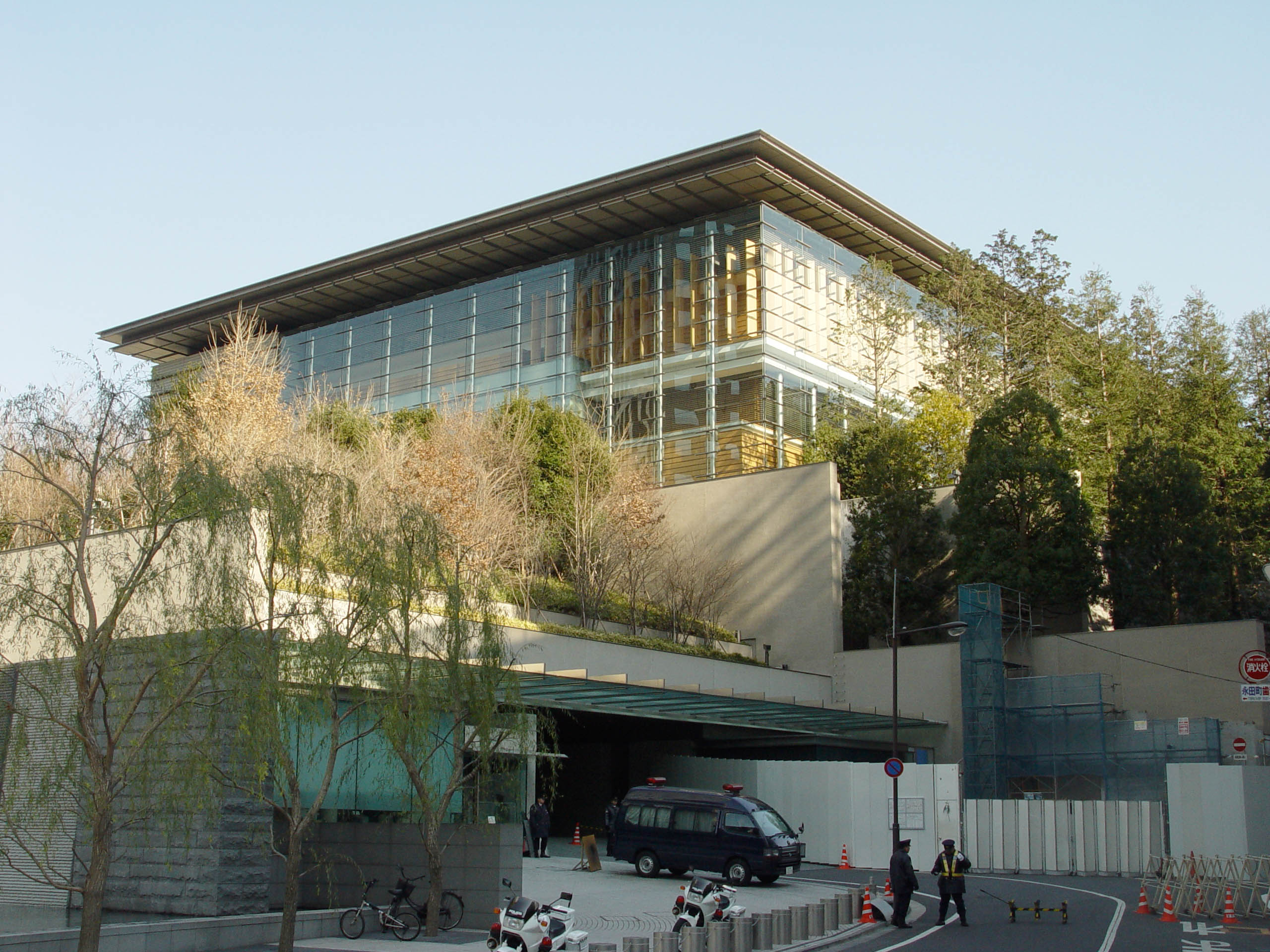
Oficiální rezidence japonského předsedy vlády

V Čijodě sídlí starosta Tokia (Masami Išikawa) a jeho zastupitelstvo. Dále se zde nachází volební obvod, od roku 1990 i sněmovna reprezentantů. Sídlí zde i předseda vlády Japonska, nejvyšší soud Japonska a velvyslanectví. Nachází se zde i hasičský sbor.

## Sídla
V čtvrti Čijoda sídlí:
- Automobilky: Mitsubishi a Mazda
- Aerolinie: All Nippon Airways, Swiss International Airlines a Aeromexico
- Technika: American Megatrends, Hewlett-Packard